# 9M123 흐리잔테마

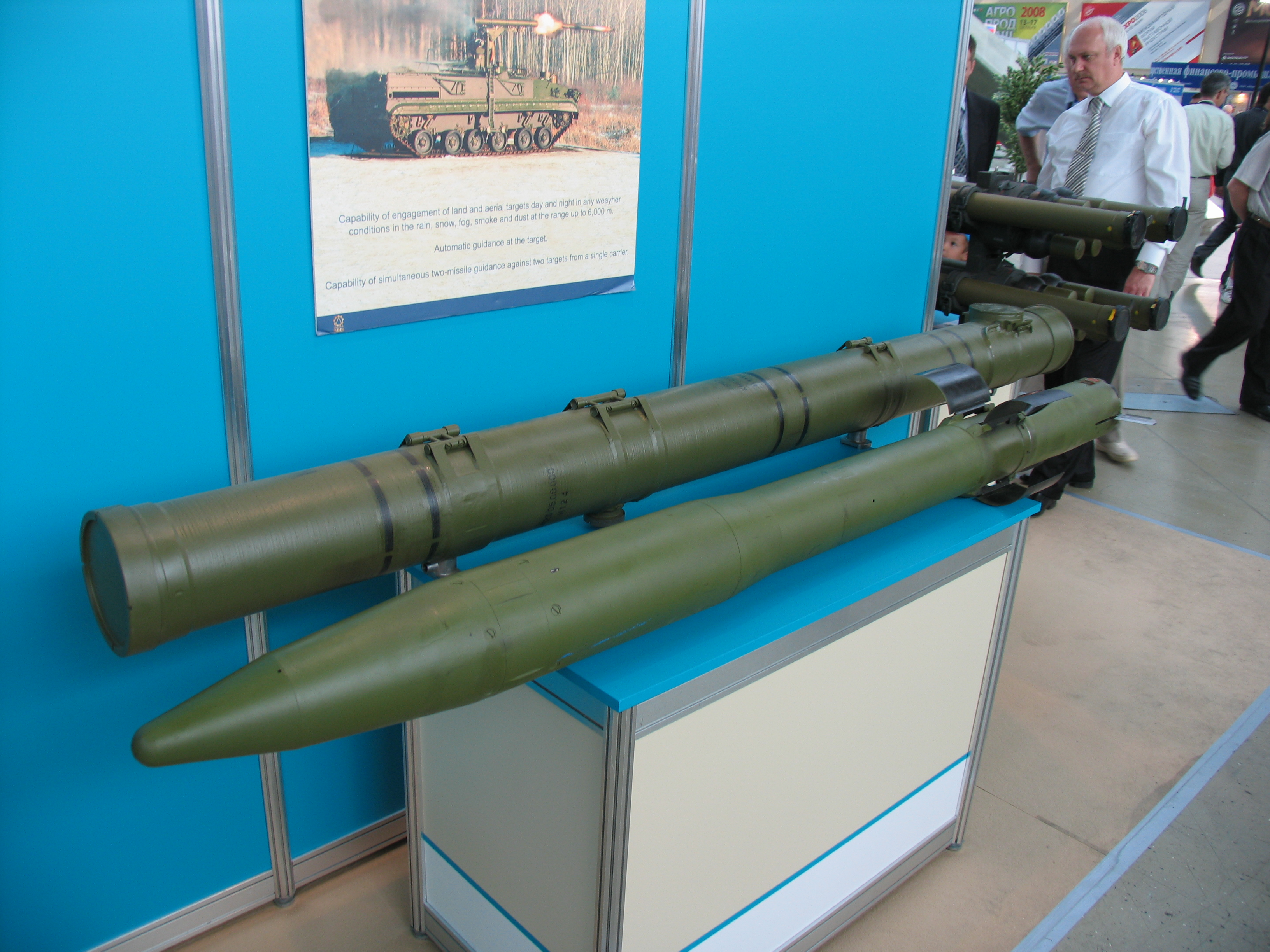
9M123 흐리잔테마 미사일

흐리잔테마 미사일은 러시아가 2005년 개발한 최신형 대전차 미사일이다. 1972년 개발된 미국 록히드 마틴의 헬파이어 미사일과 무게 50 kg로 동일하지만, 최근에 개발된 것으로서, 헬기 요격기능까지 있다. BMP-3 장갑차에 장착되며, 시리아, 리비아에 수출되었다.

## 같이 보기
- AT-13 메티스엠 - 한국이 1만발 수입했다.
- AT-14 코넷 미사일 - 헬파이어 보다 고성능인데 값이 28배 싸다.
- AT-15 흐리잔테마 미사일 - 헬파이어와 같은 무게인데, 헬기 요격까지 된다.
- 한국형 중거리 대전차 미사일 - 흐리잔테마의 국산화일 가능성